# 中国青年救国団

中国青年救国団の団旗

中国青年救国団（ちゅうごくせいねんきゅうこくだん）は、台湾における社団法人の一つ、簡称は救国団。前身は中国青年反共救国団。

## 沿革
1952年、中華民国総統である蔣介石は“反共復国”の国策方針の下、青年への政治思想工作の必要性を認識し、3月29日の総統による青年節演説の中で青年組織の設立を提唱し、組織設立の事業は蔣経国により継承され計画が具体化された。10月31日、行政院は「中国青年反共救国団籌組原則」を公布、「中国青年反共救国団」を台北市に成立させ、蔣経国を初代主任に選出した。成立当初は中国国民党が大陸統治期間に組織した三民主義青年団に類似した政府系政治組織としての色彩が強いものであった。また、設立当初から1969年までは国防部とは従属関係にあった。
しかし政治環境の変化に従い、救国団は政治団体としての性格から主要業務を週末、夏季冬季休暇の青少年の国内外でのイベント、旅行、留学等を行なう組織となり、高級中学や国民中学の生徒を対象とするようになった。
1989年8月28日、救国団は人民団体法に基づき内政部及び台北地方法院に「教育、サービスを中心とした公益社団法人」として申請、登録した。これにより反共団は正式に政治組織機構から離脱した社会法人に転身した。しかし救国団の政治的影響力は依然として強大なものがあり、高中教科書編纂が民間に開放される以前、政治色彩の強い軍訓課程教科書は救国団が支配する幼獅文化出版により出版されるなど、教育方面では尚も影響力を有していた。
2000年10月25日、救国団は八十九年団員大会臨時会出席団員決議を通過させ、「中国青年救国団」と改称した。
2017年、民進党政権による国民党による不当資産返還の一環として、最高法院は中国青年救国団本部のある志清大樓ビルを国家に返還し、また不当に安い賃料で不当利得を得ていたとして、その差額を支払うよう判決が出た。
2018年8月7日、行政院不当党産処理委員会は救国団を国民党の付属組織と認定し、全資産を凍結すると発表した。

## 歴代主任
1. 蔣経国（1952年10月31日 - 1973年5月3日）
2. 李煥（1973年6月1日 - 1977年12月31日）
3. 李元簇（1978年1月1日 - 1978年6月30日）
4. 宋時選（1978年7月1日 - 1979年2月13日）
5. 潘振球（1979年2月13日 - 1987年3月16日）
6. 李鍾桂（1987年3月16日 - 2005年2月16日）
7. 林烱垚（2005年2月16日 - 2008年2月15日）
8. 周逸衡（2008年8月1日 - 2010年7月31日）
9. 張德聰（2010年8月1日 - ）

## ボランティア組織
- zh:嚕啦啦